# Uteløa
Uteløa est une île norvégienne du comté de Hordaland appartenant administrativement à Austevoll.

## Description
Rocheuse et désertique, elle s'étend sur environ 73 m de longueur pour une largeur approximative de 32 m.